# Dobrzyca
Dobrzyca [dɔ'bʒɨtsa] (deutsch Dobrzyca, im Zweiten Weltkrieg Dobberschütz) ist eine Stadt im Powiat Pleszewski der Woiwodschaft Großpolen in Polen. Sie ist Sitz der gleichnamigen Stadt-und-Land-Gemeinde mit 8093 Einwohnern (Stand 31. Dezember 2020).

## Geographische Lage
Die Stadt im westlichen Teil des Landes liegt etwa 90 km südöstlich von Posen sowie 15 km südöstlich von Jarocin und 25 km nordöstlich von Krotoszyn auf einer fruchtbaren Hochebene.

## Geschichte
Die erste schriftliche Erwähnung von Dobrzyca erfolgte im Jahre 1327, als dem Adeligen Mikołaj Dobrzycki der Besitz des Ortes urkundlich bescheinigt wurde. Im Jahre 1440 verlieh der junge König Władysław III. von Warna dem Ort im südlichen Großpolen das Stadtrecht. Diesen Status verlor Dobrzyca 1934 wieder.
Die kleine Stadt lebte in erster Linie vom Handwerk und hatte bis ins 18. Jahrhundert nicht mehr als etwa 1000 Einwohner. Im 17. Jahrhundert wurde Dobrzyca von schwedischen Truppen zerstört. 1655 zogen sich Hetman Jerzy Sebastian Lubomirski, der Führer eines Adelsaufstands gegen König Johann II. Kasimir, nach einem Sieg über die königlichen Truppen bei Częstochowa ins großpolnische Hinterland zurück und schlug sein Hauptquartier in Dobrzyca auf.

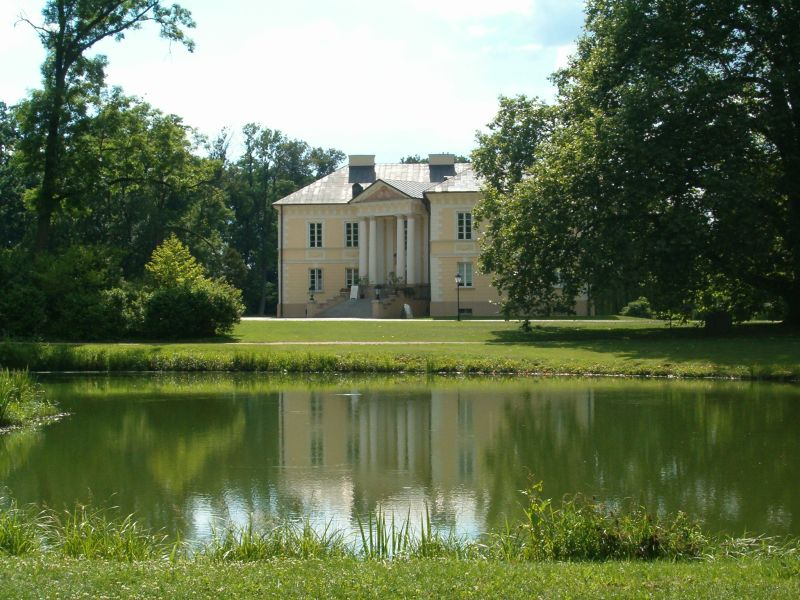
Schloss in Dobrzyca

1717 erlosch das Geschlecht der Dobrzycki und der wohlhabende Landadelige Aleksander Gorzeński erwarb die Stadt. Dessen Enkel, General Augustyn Gorzeński, Adjutant des Königs Stanislaus II. August Poniatowski, Sejm-Abgeordneter und Mitgestalter der Verfassung vom 3. Mai (1791), sorgte ab 1772 für eine Neubelebung der städtischen Wirtschaft und begann 1795 mit dem Umbau des alten Schlosses von Dobrzyca zum zeit- und standesgemäßen Adelspalais mit weitläufigem Landschaftspark.
Infolge der Teilungen Polens geriet Dobrzyca ab 1793 unter preußische Herrschaft. Am 24. März 1803 erhielt der Ort die Genehmigung für ein eigenes evangelisches Kirchspiel.
Die Stadt und ihre Güter wechselten im Verlauf des 19. Jahrhunderts mehrfach den Besitzer, bevor 1890 der bibliophile Graf Zygmunt Czarnecki die Stadt erwarb, die sich dann bis 1939 in Familienbesitz der Czarnecki befand. Die Grafen sorgten für eine Anbindung der Stadt an die Eisenbahn, gründeten Landwirtschaftsvereinigungen und eine Landwirtschaftsbank. Die Rückkehr an das wiedererrichtete Polen 1918 beförderte die Gründung weiterer Genossenschaften und Vereine. Dem Ort eng verbunden ist Stanisław Mikołajczyk, Sejm-Abgeordneter und späterer Premierminister der polnischen Exilregierung in London.
Nach der Befreiung von der Besatzung durch das Deutsche Reich während des Zweiten Weltkriegs 1939 bis 1945 entstanden Wohnungsgenossenschaften, was letztlich die Umwandlung des Adelspalastes in ein Museum ermöglichte. Von 1975 bis zur Gebietsreform in Polen 1998 gehörte Dobrzyca zur Woiwodschaft Kalisz.
Seit dem 1. Januar 2014 ist Dobrzyca wieder Stadt.

### Jüdische Gemeinde
Die erste Erwähnung der Juden in Dobrzyca stammt aus der ersten Hälfte des 17. Jahrhunderts. Eine erste Synagoge, Mikwe und Cheder standen in der Koźmińska-Straße. In dieser Straße befand sich auch die Wohnung des Rabbiners Jakob Levy sowie die Verwaltung der jüdischen Gemeinde. Um 1850 wurde eine Synagoge im neo-spätgotischen Stil an der Bulsiewicza-Alfreda-Straße erbaut. Nach der deutschen Besetzung Dobrzycas wurden die Juden am 21. Oktober 1939 in das Ghetto Litzmannstadt deportiert.

## Gemeinde
Zur Stadt-und-Land-Gemeinde (gmina miejsko-wiejska) Dobrzyca gehören die Stadt mit den Schulzenämtern Dobrzyca und Dobrzyca-Nowy Świat sowie 15 Dörfer mit Schulzenämtern.

## Sehenswürdigkeiten

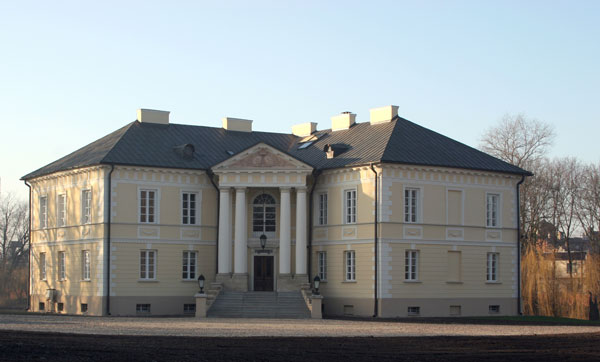
Frontalansicht des Schlosses

Sehenswert sind in Dobrzyca vor allem das Gorzeński-Schloss und der Park. Ähnliche Anlagen finden sich in zahlreichen weiteren Orten Großpolens und Masowiens – so auch im nahegelegenen Gołuchów, knapp 20 km östlich von Dobrzyca, sowie im 25 km nördlich gelegenen Śmiełów, dessen Schloss von derselben Adelsfamilie erbaut wurde.

### Schloss

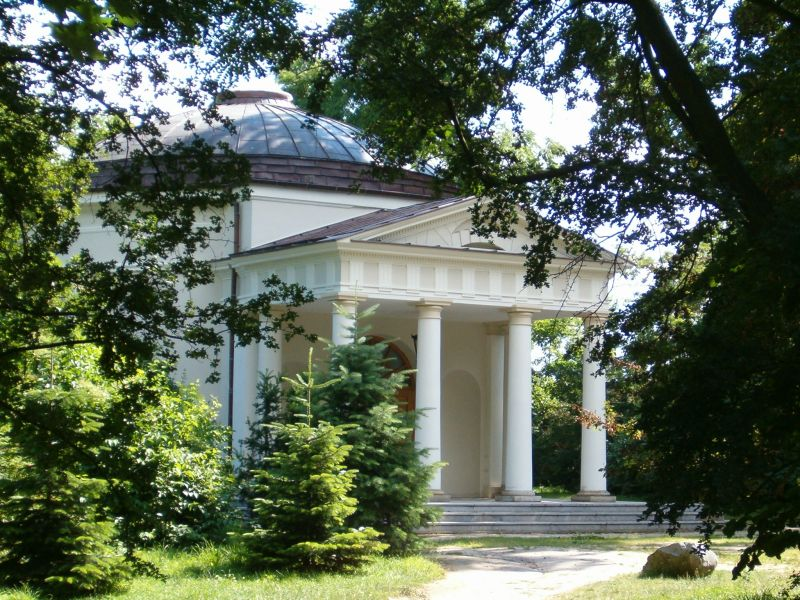
Pantheon im Landschaftspark

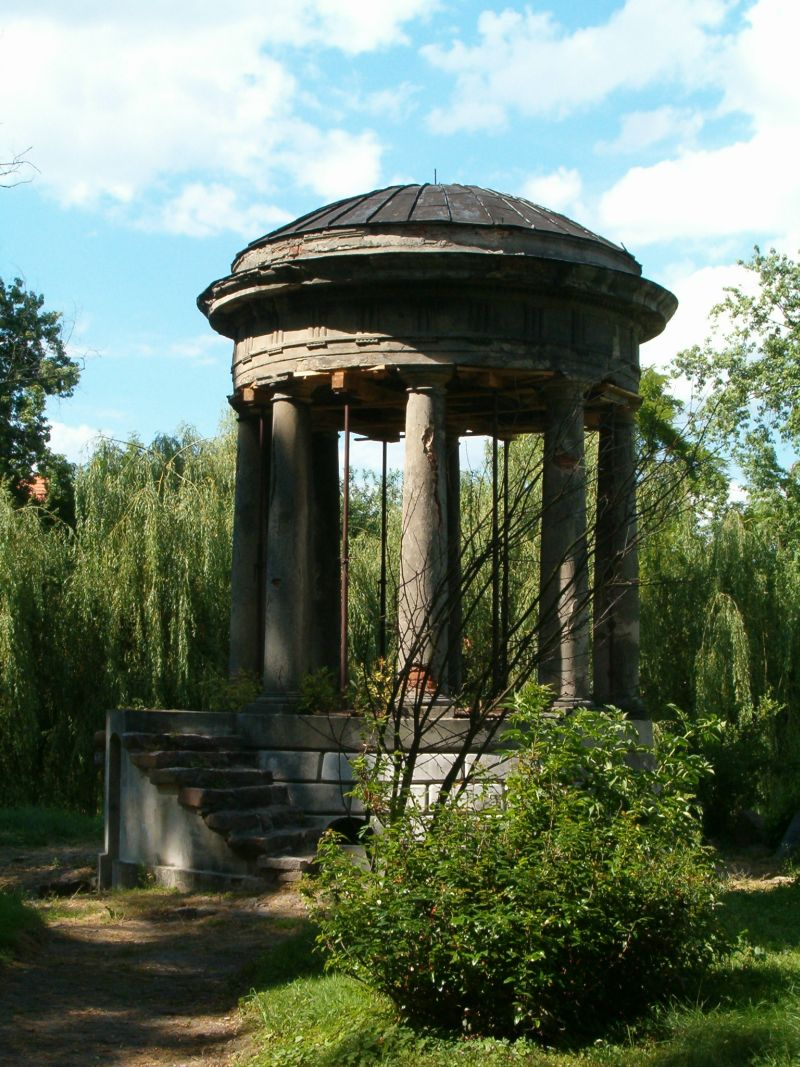
Monopteros auf künstlicher Insel

Das Palais des Generals Augustyn Gorzeński entstand 1795–1799 und wurde von Stanisław Zawadzki entworfen, dem führenden polnischen Baumeister der Epoche. Man errichtete es anstelle des alten Schlosses von Dobrzyca. Architektonisch ist es ein Werk des Frühklassizismus, das im Innern noch einige spätbarocke Stilmerkmale aufweist (beispielsweise illusionistische Malereien italienischer Dekorateure aus Warschau). In seiner Außenerscheinung verbindet es traditionelle bauliche Elemente eines polnischen Adelssitzes mit den Ansprüchen eines zweiflügeligen Repräsentationsbaus. Auffallend am Gebäude ist die freimaurerische Symbolik.
1940, während des Zweiten Weltkriegs (nach der Zwangsaussiedlung der Gräfin Czarnecka und ihrer Töchter ins Generalgouvernement), funktionierten die nationalsozialistischen Besatzer den Palast zu einem Getreidespeicher um. In den Nachkriegsjahren diente der heruntergekommene Bau unter anderem als Grundschule. 1988 gelangte er in den Besitz des Nationalmuseums Posen; ab 1990 wurde er im Rahmen einer Public-Private-Partnership aufwändig restauriert. Heute ist er Museum und gehört zu einer halböffentlichen Stiftung.

### Landschaftspark
Noch sehenswerter als das Schloss ist der Landschaftspark, der ebenfalls um die Wende vom 18. zum 19. Jahrhundert angelegt wurde und im englischen Stil gehalten ist. Er umfasst zwei Flussläufe sowie mehrere Teiche und Kanäle. Der Pantheon genannte Rundpavillon (dessen architektonisches Vorbild der römische Pantheon darstellt) war im 19. Jahrhundert Versammlungsort einer Loge der Freimaurer. Auf einer künstlichen Insel erhebt sich in einem der Teiche ein Monopteros, ferner gibt es ein Gartenhaus und exotische Pflanzenarten.

## Verkehr
Dobrzyca hatte einen Bahnhof an der Kreisbahn Krotoschin–Pleschen.